# Krajno Pierwsze
Krajno Pierwsze – wieś w Polsce położona w województwie świętokrzyskim, w powiecie kieleckim, w gminie Górno.
| SIMC    | Nazwa        | Rodzaj    |
| ------- | ------------ | --------- |
| 0239089 | Dynatywa     | część wsi |
| 0239095 | Po Szosie    | część wsi |
| 0239103 | Podwiatracze | część wsi |
| 0239110 | Pogorzele    | część wsi |
| 0239126 | Stara Wieś   | część wsi |
| 0239132 | Wymyślona    | część wsi |

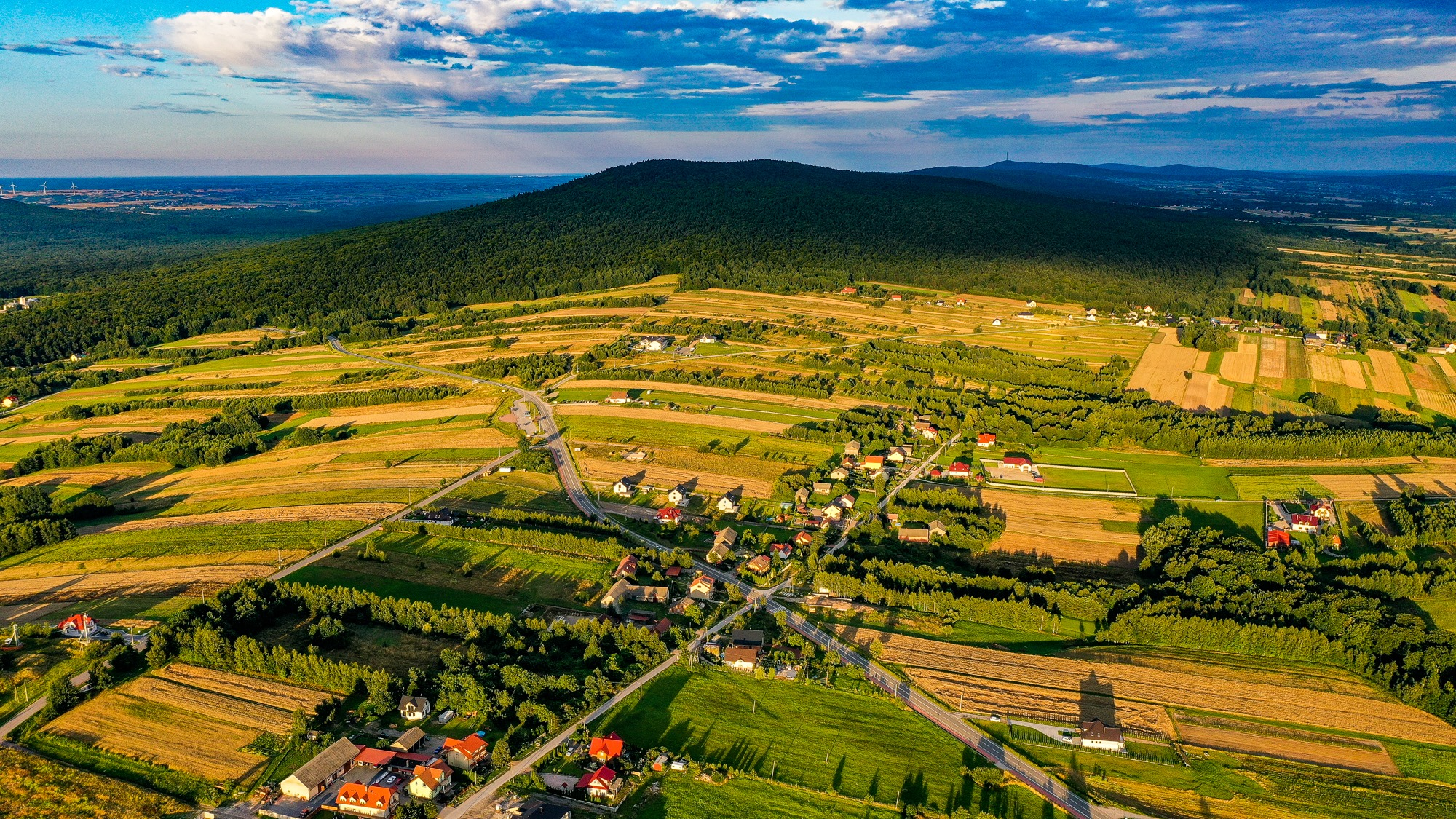
Krajno z lotu ptaka

W Królestwie Polskim istniała gmina Krajno. W latach 1975–1998 miejscowość administracyjnie należała do województwa kieleckiego.
Przez miejscowość przebiega droga wojewódzka nr 752.
Przez wieś przechodzi  Główny Szlak Świętokrzyski im. Edmunda Massalskiego z Gołoszyc do Kuźniaków.
Miejscowość jest siedzibą parafii Chrystusa Króla. W strukturze kościoła rzymskokatolickiego parafia należy do metropolii krakowskiej, diecezji kieleckiej, dekanatu bodzentyńskiego.

## Historia
Wieś znana od XIV w. jako własność biskupów krakowskich. Na polach wsi odbył się w 1844 r. wiec chłopów, zwołany przez ks. Piotra Ściegiennego. Podczas II wojny światowej, dnia 4 czerwca 1943 r. hitlerowcy zamordowali 28 mieszkańców, zdarzenie to upamiętnia stojący przy drodze do Kielc pomnik.

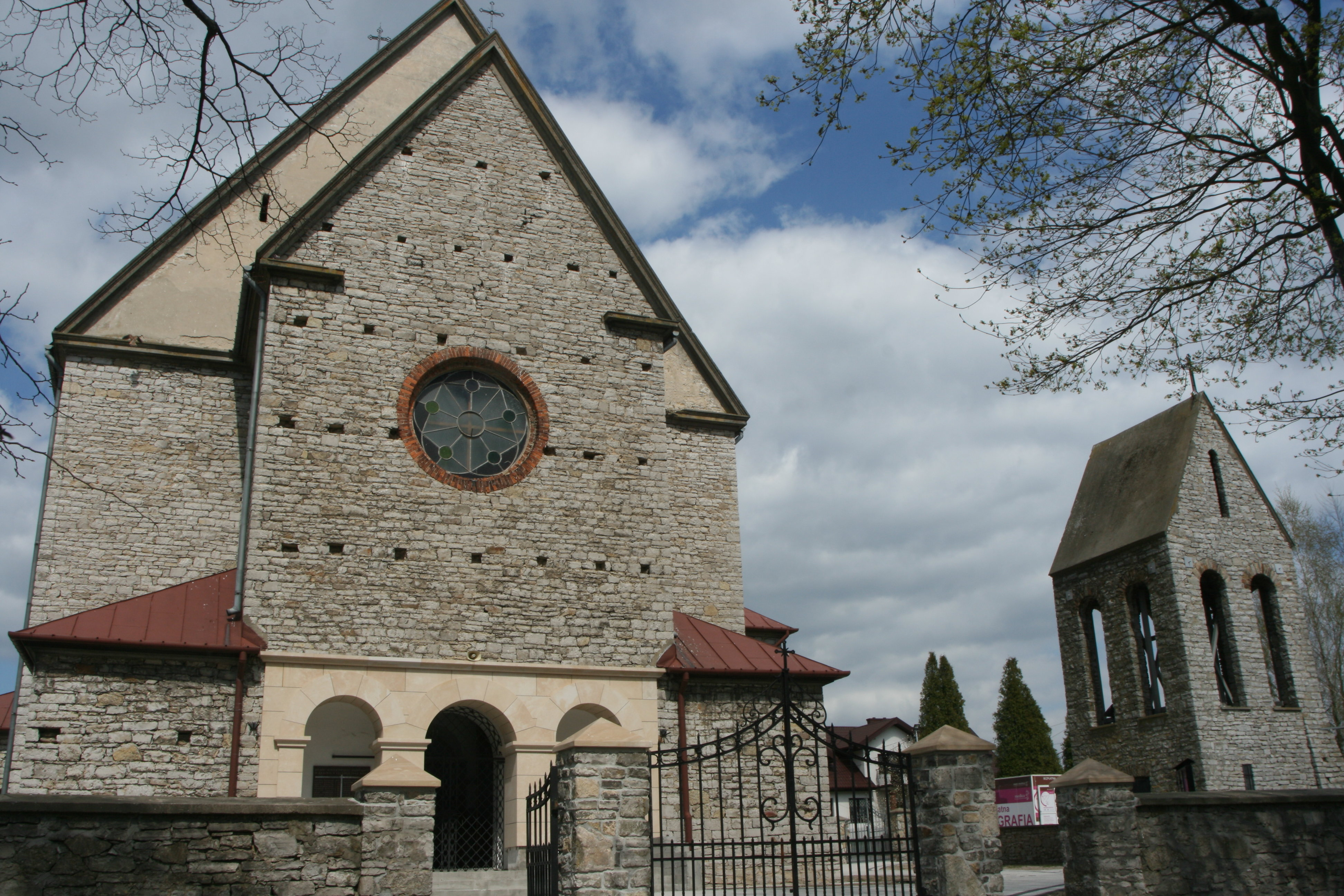
Parafia pw. Chrystusa Króla
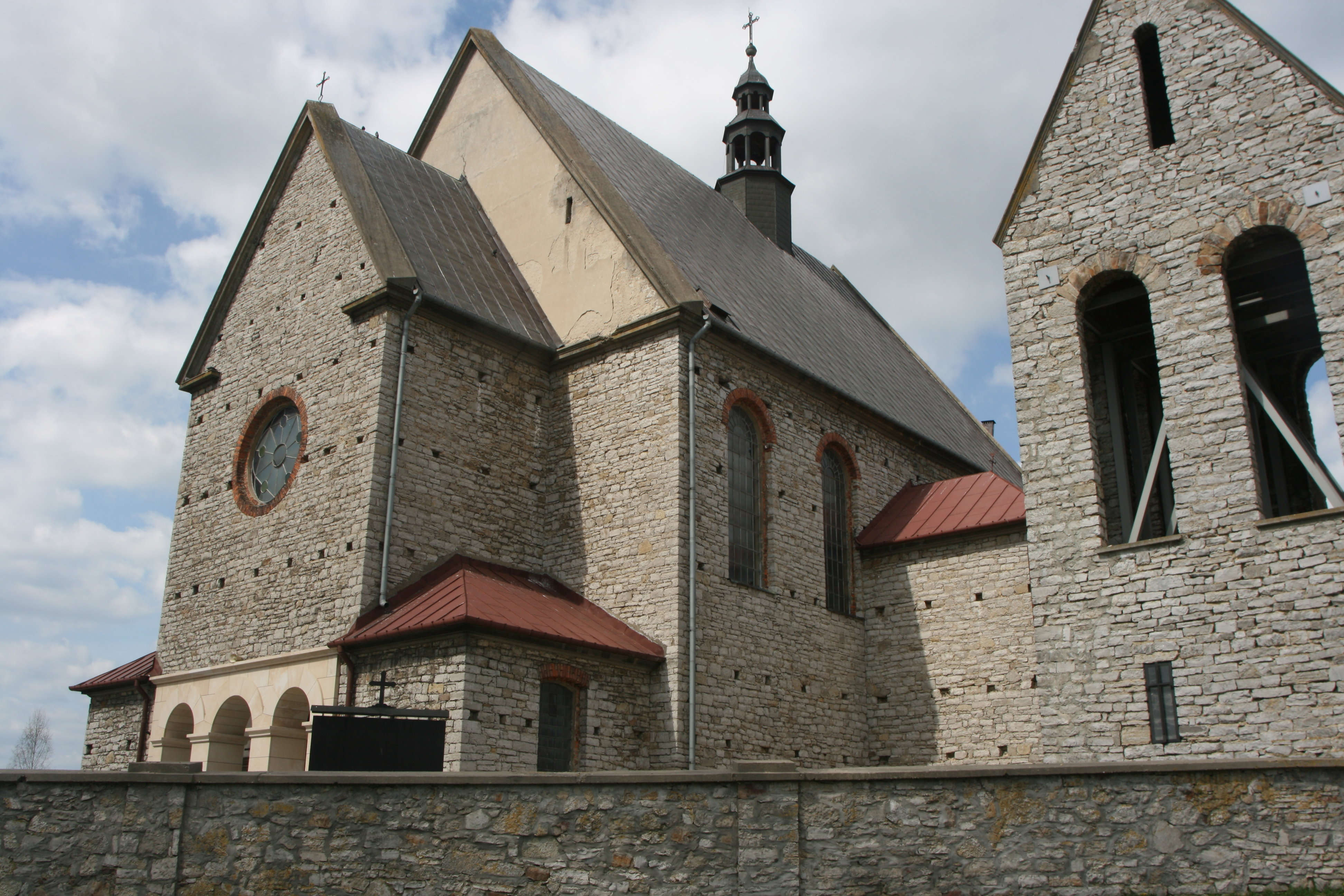
Parafia pw. Chrystusa Króla
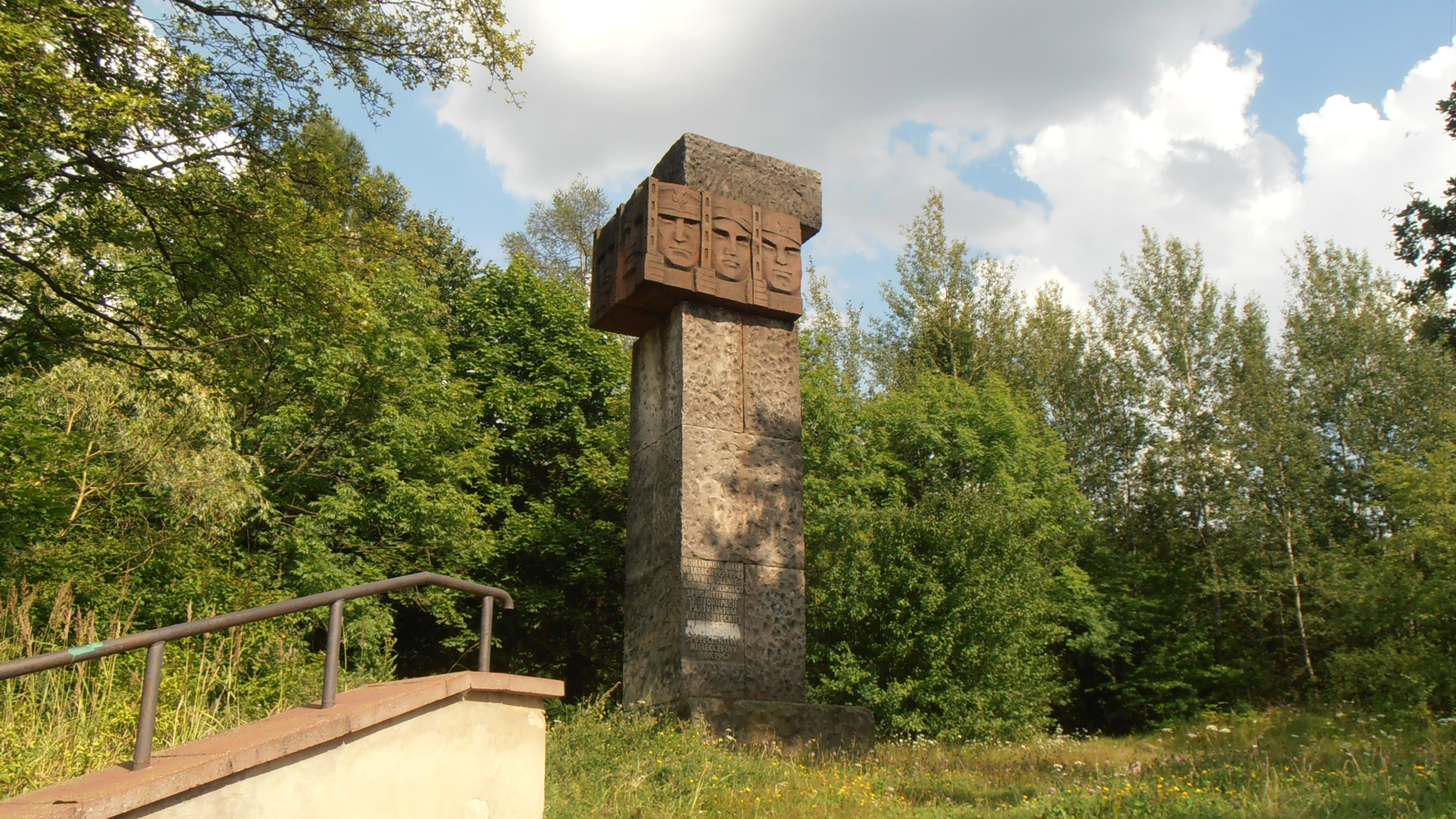
Pomnik Partyzantów Ziemi Kieleckiej
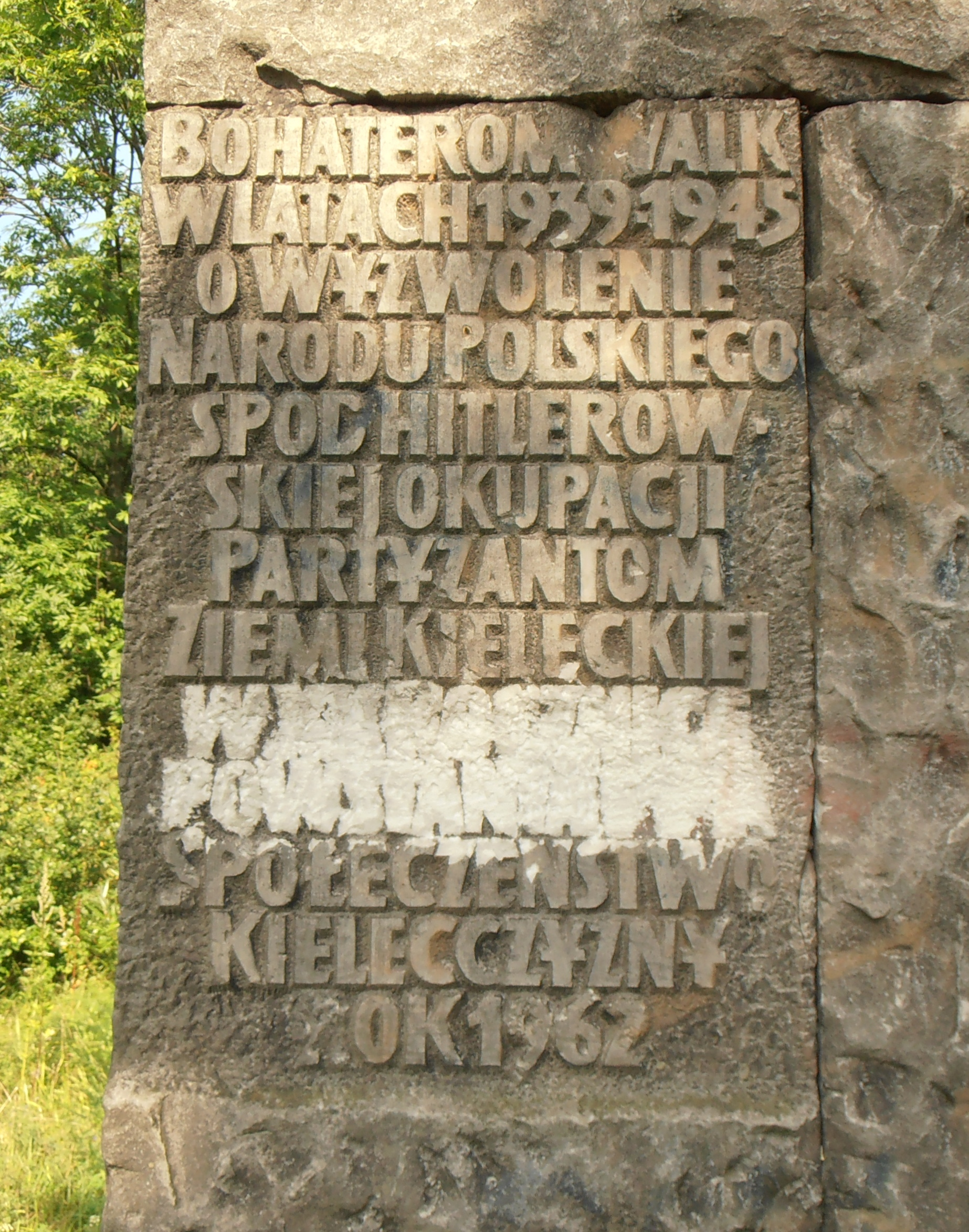
Pomnik Partyzantów Ziemi Kieleckiej
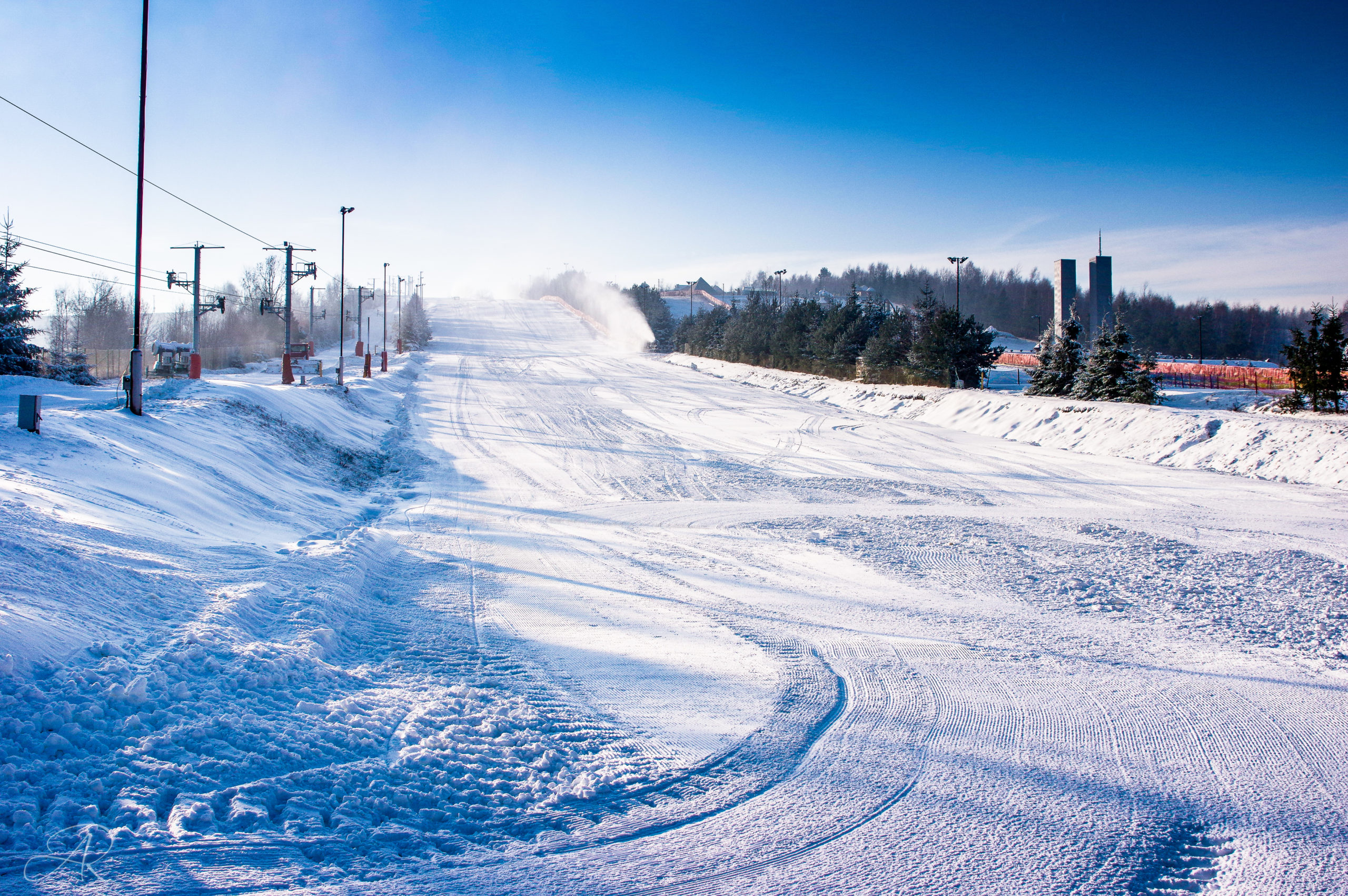
Stok narciarski Sabat Krajno
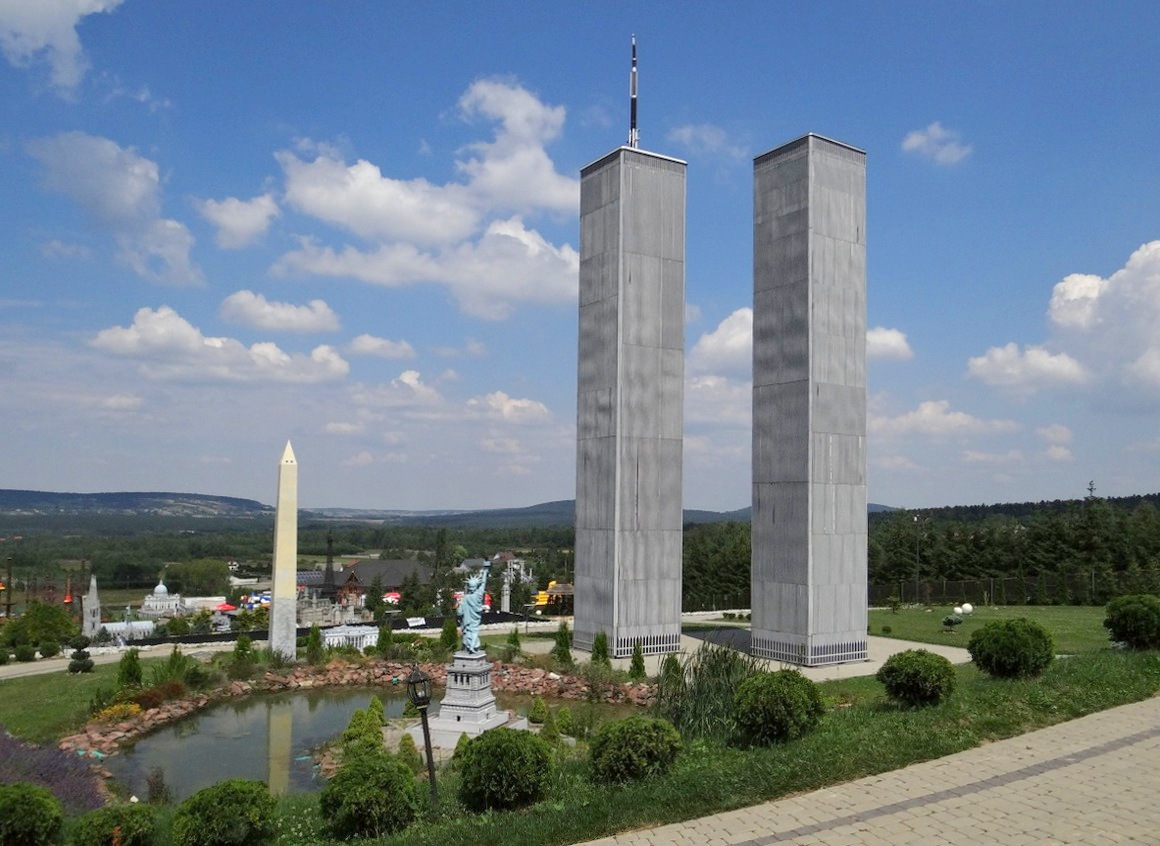
Aleja Miniatur w Krajnie
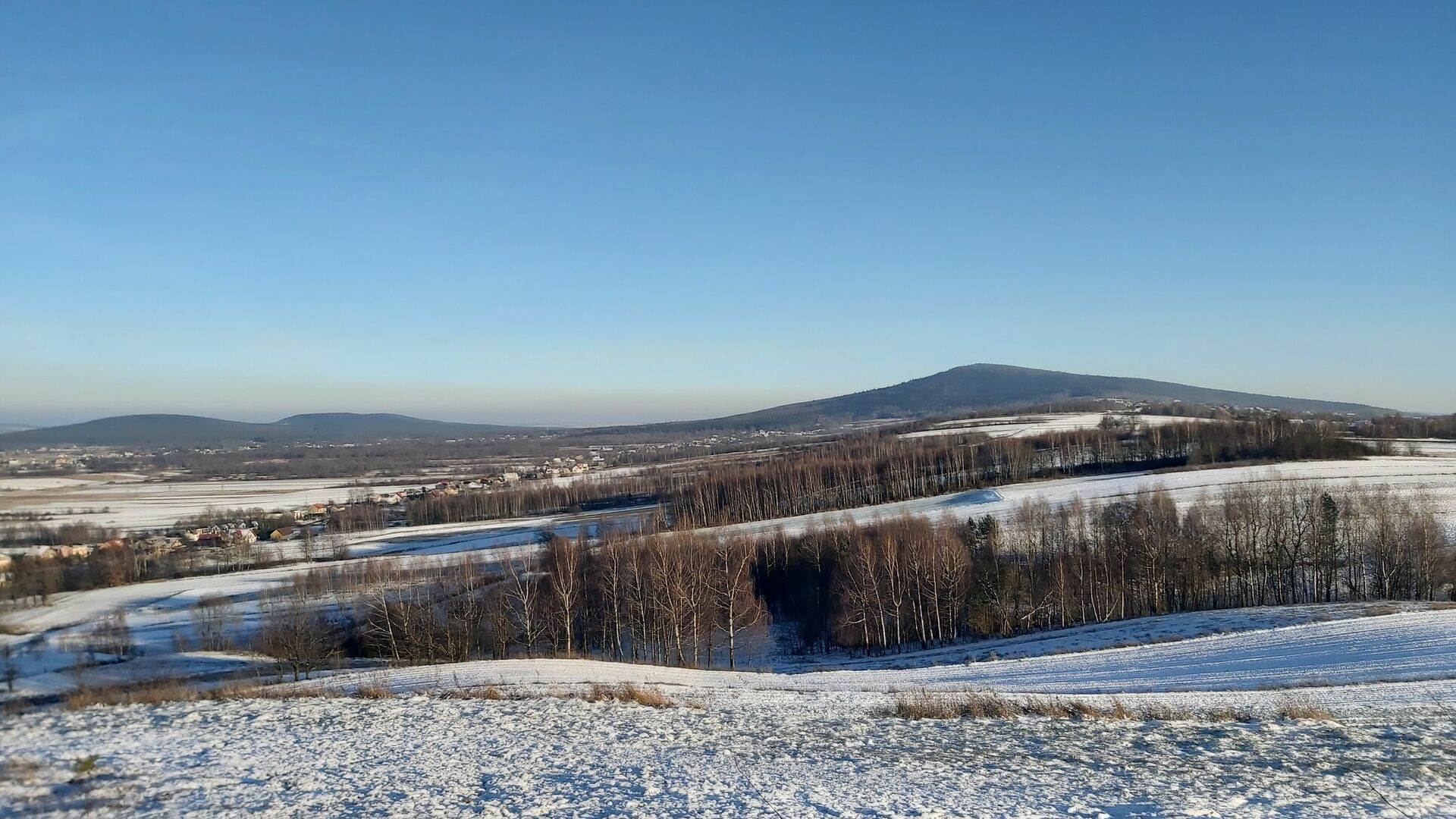
Widok z Wymyślonej